# Saarijärvi (sjö i Jyväskylä, Puuppola)
Saarijärvi är en sjö i Finland. Den ligger i kommunen Jyväskylä i landskapet Mellersta Finland, i den centrala delen av landet, 240 km norr om huvudstaden Helsingfors. Saarijärvi ligger 146 meter över havet. I omgivningarna runt Saarijärvi växer i huvudsak blandskog. Den är 5,8 meter djup. Arean är 20,3 hektar och strandlinjen är 2,52 kilometer lång. Sjön  ingår i Kymmene älvs huvudavrinningsområde. 